# Premier Division (1980/1981)
Premier Division (1980/1981) – był to 84. sezon szkockiej pierwszej klasy rozgrywkowej w piłce nożnej. Sezon rozpoczął się 9 sierpnia 1980, a zakończył się 2 maja 1981. Brało w niej udział 10 zespołów, które grały ze sobą systemem „każdy z każdym”. Tytułu mistrzowskiego nie obronił Aberdeen. Nowym mistrzem Szkocji został Celtic, dla którego był to 32. tytuł mistrzowski w historii klubu. Tytuł króla strzelców zdobył Frank McGarvey, który strzelił 23 bramki.

## Zasady rozgrywek
W rozgrywkach brało udział 10 drużyn, walczących o tytuł mistrza Szkocji w piłce nożnej. Każda z drużyn rozegrała po 4 mecze ze wszystkimi przeciwnikami (razem 36 spotkań).

## Drużyny
| Uczestnicy poprzedniej edycji                                                                                 | Uczestnicy poprzedniej edycji | Uczestnicy poprzedniej edycji | Uczestnicy poprzedniej edycji |
| --- | ----------------------------- | ----------------------------- | ----------------------------- |
| ABR | Aberdeen                      | 1                             |                               |
| CEL | Celtic                        | 2                             |                               |
| STM | St. Mirren                    | 3                             |                               |
| DNU | Dundee United                 | 4                             |                               |
| RAN | Rangers                       | 5                             |                               |
| MOR | Greenock Morton               | 6                             |                               |
| PAR | Partick Thistle               | 7                             |                               |
| KIL | Kilmarnock                    | 8                             |                               |
| Awans z Scottish First Division 1979/1980                                                                     |                               |                               |                               |
| HRT | Heart of Midlothian           | 1                             |                               |
| AIR | Airdrieonians                 | 2                             |                               |
| Oznaczenia: - kolumna pierwsza – skróty nazw drużyn, - kolumna trzecia – miejsce zajęte w poprzednim sezonie. |                               |                               |                               |

## Stadiony
| Miasto     | Stadion           | Klub                | Pojemność |
| ---------- | ----------------- | ------------------- | --------- |
| Airdrie    | Broomfield Park   | Airdrieonians       | 12 620    |
| Aberdeen   | Pittodrie Stadium | Aberdeen            | 20 866    |
| Dundee     | Tannadice Park    | Dundee United       | 14 223    |
| Edynburg   | Tynecastle Park   | Heart of Midlothian | 20 099    |
| Glasgow    | Celtic Park       | Celtic              | 80 000    |
| Glasgow    | Firhill Stadium   | Partick Thistle     | 10 102    |
| Glasgow    | Ibrox Stadium     | Rangers             | 80 000    |
| Greenock   | Cappielow Park    | Greenock Morton     | 11 100    |
| Kilmarnock | Rugby Park        | Kilmarnock          | 18 128    |
| Paisley    | St. Mirren Park   | St. Mirren          | 10 800    |

## Tabela końcowa
| Lp. | Drużyna                 | M  | Z  | R  | P  | Bramki | Bramki | Różn. | Pkt | Uwagi                          |
| --- | ----------------------- | -- | -- | -- | -- | ------ | ------ | ----- | --- | ------------------------------ |
| 1   | Celtic (M)              | 36 | 26 | 4  | 6  | 84     | 37     | +47   | 56  | Puchar Europy • 1R             |
| 2   | Aberdeen                | 36 | 19 | 11 | 6  | 61     | 26     | +35   | 49  | Puchar UEFA • 1R               |
| 3   | Rangers (P)             | 36 | 16 | 12 | 8  | 60     | 32     | +28   | 44  | Puchar Zdobywców Pucharów • 1R |
| 4   | St. Mirren              | 36 | 18 | 8  | 10 | 56     | 47     | +9    | 44  |                                |
| 5   | Dundee United           | 36 | 17 | 9  | 10 | 66     | 42     | +24   | 43  | Puchar UEFA • 1R               |
| 6   | Partick Thistle         | 36 | 10 | 10 | 16 | 32     | 48     | −16   | 30  |                                |
| 7   | Airdrieonians           | 36 | 10 | 9  | 17 | 36     | 55     | −19   | 29  |                                |
| 8   | Greenock Morton         | 36 | 10 | 8  | 18 | 36     | 58     | −22   | 28  |                                |
| 9   | Kilmarnock (S)          | 36 | 5  | 9  | 22 | 23     | 65     | −42   | 19  | Spadek do First Division       |
| 10  | Heart of Midlothian (S) | 36 | 6  | 6  | 24 | 27     | 71     | −44   | 18  | Spadek do First Division       |

## Wyniki spotkań

### Mecze 1–18
| Gospodarz \ Gość    | ABR | AIR | CEL | DNU | HRT | KIL | MOR | PAR | RAN | STM |
| Aberdeen            |     | 4:1 | 2:2 | 1:1 | 4:1 | 2:0 | 6:0 | 2:1 | 2:0 | 3:2 |
| Airdrieonians       | 0:4 |     | 1:4 | 0:0 | 3:0 | 1:0 | 1:0 | 0:0 | 1:1 | 1:2 |
| Celtic              | 0:2 | 1:1 |     | 2:0 | 3:2 | 4:1 | 2:1 | 4:1 | 1:2 | 1:2 |
| Dundee United       | 1:3 | 1:0 | 0:3 |     | 1:1 | 2:2 | 1:1 | 0:0 | 2:4 | 2:0 |
| Heart of Midlothian | 0:1 | 0:2 | 0:2 | 0:3 |     | 2:0 | 0:1 | 0:1 | 0:0 | 1:1 |
| Kilmarnock          | 1:1 | 1:1 | 0:3 | 0:1 | 0:1 |     | 3:3 | 0:1 | 1:8 | 1:6 |
| Greenock Morton     | 1:0 | 3:1 | 2:3 | 0:2 | 2:2 | 2:0 |     | 1:2 | 2:2 | 1:4 |
| Partick Thistle     | 0:1 | 2:1 | 0:1 | 2:3 | 3:2 | 0:1 | 0:0 |     | 1:1 | 1:0 |
| Rangers             | 1:1 | 0:0 | 3:0 | 1:4 | 3:1 | 2:0 | 0:1 | 4:0 |     | 2:0 |
| St. Mirren          | 0:1 | 2:2 | 0:2 | 2:0 | 1:3 | 2:0 | 1:1 | 1:0 | 0:0 |     |

Źródło: SPFL.co.uk
Objaśnienia:
1Drużyna gospodarzy jest wymieniona po lewej stronie tabeli.
Kolory: zielony – zwycięstwo gospodarzy, żółty – remis, różowy – zwycięstwo gości.

### Mecze 19–36
| Gospodarz \ Gość    | ABR | AIR | CEL | DNU | HRT | KIL | MOR | PAR | RAN | STM |
| Aberdeen            |     | 3:0 | 4:1 | 1:1 | 1:0 | 0:2 | 0:1 | 3:1 | 0:0 | 1:2 |
| Airdrieonians       | 0:0 |     | 1:2 | 0:5 | 1:2 | 3:0 | 3:2 | 2:0 | 1:1 | 0:2 |
| Celtic              | 1:1 | 2:1 |     | 2:1 | 6:0 | 1:1 | 3:0 | 4:1 | 3:1 | 7:0 |
| Dundee United       | 0:0 | 4:1 | 2:3 |     | 4:1 | 7:0 | 1:0 | 3:2 | 2:1 | 1:2 |
| Heart of Midlothian | 0:2 | 2:3 | 0:3 | 0:4 |     | 1:0 | 0:0 | 1:1 | 2:1 | 1:2 |
| Kilmarnock          | 1:0 | 0:1 | 1:2 | 0:1 | 2:0 |     | 0:0 | 0:1 | 1:1 | 2:0 |
| Greenock Morton     | 1:3 | 0:1 | 0:3 | 2:0 | 3:0 | 1:0 |     | 2:0 | 0:2 | 1:3 |
| Partick Thistle     | 1:1 | 1:0 | 0:1 | 0:2 | 1:0 | 1:1 | 3:1 |     | 1:1 | 0:0 |
| Rangers             | 1:0 | 2:0 | 0:1 | 2:1 | 4:0 | 2:0 | 4:0 | 1:1 |     | 1:0 |
| St. Mirren          | 1:1 | 2:1 | 3:1 | 3:3 | 2:1 | 1:1 | 2:0 | 3:2 | 2:1 |     |

Źródło: SPFL.co.uk
Objaśnienia:
1Drużyna gospodarzy jest wymieniona po lewej stronie tabeli.
Kolory: zielony – zwycięstwo gospodarzy, żółty – remis, różowy – zwycięstwo gości.